# 양주 회암사지 무학대사탑 앞 쌍사자 석등
양주 회암사지 무학대사탑 앞 쌍사자 석등은 고려 말에서 조선 초에 살았던 무학대사의 승탑 앞에 세워진 석등이다. 대한민국 경기도 양주시 회암사에 있다. 1821년 이응준이 선조의 유골을 투장(投葬)하며 훼손하여 1828년(순조 28년) 다시 세웠다.